# Ghosted (film, 2009)
Pour les articles homonymes, voir Ghosted.
Pour plus de détails, voir Fiche technique et Distribution.
Ghosted est un film germano-taïwanais réalisé par Monika Treut, sorti en 2009.

## Synopsis
Toujours en deuil de la mort de son amour, une artiste allemande lesbienne découvre qu'elle est attirée par une journaliste taïwanais mystérieuse et sexy.

## Fiche technique
- Titre international : Ghosted
- Titre allemand : Dazwischen
- Titre taïwanais : Ai-Mei
- Réalisation : Monika Treut
- Scénario : Monika Treut, Astrid Ströher
- Production :
- Société de production : Hyena Films, Chi & Company, 3Sat
- Musique :
- Pays d'origine :  Taïwan  Allemagne
- Langue d'origine : anglais, allemand, mandarin
- Lieux de tournage : Hambourg, Allemagne - Taipei, Taïwan
- Genre : Drame, romance saphique
- Durée : 89 minutes (1 h 29)
- Dates de sortie :
  -  Allemagne
    - 7 février 2009 (Berlin International Film Festival)
    - 30 avril 2009

  -  Australie 21 mars 2009 (Melbourne Queer Film Festival)
  -  Royaume-Uni 1er avril 2009 (London Lesbian and Gay Film Festival)
  -  Hong Kong 6 avril 2009 (Festival du film lesbien et gay de Hong Kong)
  -  Italie
    - 24 avril 2009 (Turin International Gay and Lesbian Film Festival)
    - 8 novembre 2009 (Bologna Gender Bender Festival)

  -  Canada 19 mai 2009 (Toronto Inside Out Film Festival)
  -  Roumanie 21 mai 2009 (Buccharest Gay Film Festival)
  -  Nouvelle-Zélande 30 mai 2009 (Auckland Out Takes Film Festival)
  -  États-Unis
    - 10 juin 2009 (New York NY Newfest)
    - 21 juin 2009 (San Francisco Frameline Film Festival)
    - 14 juillet 2009 (Outfest Film Festival)
    - 31 juillet 2009
    - 21 avril 2010 (FilmOut San Diego)

  -  Taïwan 4 juillet 2009 (Taipei International Film Festival)
  -  Colombie août 2009 (Bogota Ciclo Rosa)
  -  Irlande 2 août 2009 (Dublin Lesbian and Gay Film Festival)
  -  Singapour 12 août 2009 (Indignation GLBT Pride Season)
  -  Portugal 19 septembre 2009 (Lisbon Queer Film Festival)
  -  Brésil 26 septembre 2009 (Festival do Rio BR)
  -  République tchèque
    - 28 octobre 2009 (Queer Film Festival)
    - 3 novembre 2009 (Mezipatra Queer Film Festival)

  -  Espagne 1er novembre 2009 (Madrid Gay and Lesbian Film Festival)
  -  France 22 novembre 2009 (Paris Gay and Lesbian Film Festival)
  -  Serbie 23 décembre 2009 (Belgrade Queer Film Festival)
  -  Suède janvier 2010 (Göteborg International Film Festival)
  -  Grèce
    - 25 avril 2010 (Athens International Gay & Lesbian Film Festival)
    - 8 mai 2010 (Thessaloniki LGBTI Cultural Panorama)

## Distribution
- Inga Busch : Sophie Schmitt
- Huan-Ru Ke : Ai-ling Chen
- Ting-Ting Hu (en) : Mei Li
- Jana Schulz (de) : Katrin Bendersen
- Marek Harloff (de) : Leon
- Jack Kao : Chen Fu
- Yi-Ching Lu : Ya-ching
- Shih-Hung Chen (de) : Patrick
- Nick Dong-Sik (de) : Herr Lee